# 2016년 하계 올림픽 태권도
제31회 하계 올림픽 태권도 경기는 2016년 8월 17일부터 8월 20일까지 브라질 리우데자네이루에서 열렸다. 128명의 선수가 출전하였으며, 카리오카 아레나 3에서 경기가 진행됐다.

## 경기장
태권도 경기는 개최 도시인 리우데자네이루에 있는 카리오카 아레나 3에서 경기가 열렸다.
| 도시                            | 경기장                              |
| ------------------------------- | ----------------------------------- |
| 리우데자네이루 (Rio de Janeiro) | 카리오카 아레나 3 (Carioca Arena 3) |

## 세부 종목
2016년 하계 올림픽 태권도의 세부 종목은 아래와 같다.
| - 남자 - 58kg - 68kg - 80kg - +80kg | - 여자 - 49kg - 57kg - 67kg - +67kg |

## 예선
2016년 하계 올림픽의 태권도 종목에는 남자 64명, 여자 64명, 총 128명의 선수가 출전한다. 즉, 한 체급에 16명이 출전한다.또한, 각 참가국 당 최대 8명의 선수가 참가할 수 있다. 성별로 따지면 최대 4명까지 출전 가능하다.

## 메달 집계
| 순위 | 국가            | 금메달 | 은메달 | 동메달 | 합계 |
| ---- | --------------- | ------ | ------ | ------ | ---- |
| 1    | 대한민국        | 2      | 0      | 3      | 5    |
| 2    | 중화인민공화국  | 2      | 0      | 0      | 2    |
| 3    | 영국            | 1      | 1      | 1      | 3    |
| 4    | 아제르바이잔    | 1      | 0      | 2      | 3    |
| 5    | 코트디부아르    | 1      | 0      | 1      | 2    |
| 6    | 요르단          | 1      | 0      | 0      | 1    |
| 7    | 스페인          | 0      | 1      | 1      | 2    |
| 7    | 태국            | 0      | 1      | 1      | 2    |
| 8    | 니제르          | 0      | 1      | 0      | 1    |
| 8    | 러시아          | 0      | 1      | 0      | 1    |
| 8    | 세르비아        | 0      | 1      | 0      | 1    |
| 8    | 이탈리아        | 0      | 1      | 0      | 1    |
| 8    | 프랑스          | 0      | 1      | 0      | 1    |
| 9    | 도미니카 공화국 | 0      | 0      | 1      | 1    |
| 9    | 미국            | 0      | 0      | 1      | 1    |
| 9    | 브라질          | 0      | 0      | 1      | 1    |
| 9    | 이란            | 0      | 0      | 1      | 1    |
| 9    | 이집트          | 0      | 0      | 1      | 1    |
| 9    | 튀르키예        | 0      | 0      | 1      | 1    |
| 9    | 튀니지          | 0      | 0      | 1      | 1    |
| 합계 | 합계            | 8      | 8      | 16     | 32   |

### 메달리스트
| 종목                | 금                              | 은                             | 동                                 |
| ------------------- | ------------------------------- | ------------------------------ | ---------------------------------- |
| 남자 58kg급 자세히  | 자오솨이 · 중화인민공화국       | 테윈 한쁘랍 · 태국             | 루이시토 피에 · 도미니카 공화국    |
| 남자 58kg급 자세히  | 자오솨이 · 중화인민공화국       | 테윈 한쁘랍 · 태국             | 김태훈 · 대한민국                  |
| 남자 68kg급 자세히  | 아흐마드 아부가우시 · 요르단    | 알렉세이 데니센코 · 러시아     | 호엘 곤살레스 · 스페인             |
| 남자 68kg급 자세히  | 아흐마드 아부가우시 · 요르단    | 알렉세이 데니센코 · 러시아     | 이대훈 · 대한민국                  |
| 남자 80kg급 자세히  | 셰이크 살라 시세 · 코트디부아르 | 루탈로 무함마드 · 영국         | 우사마 우살라티 · 튀니지           |
| 남자 80kg급 자세히  | 셰이크 살라 시세 · 코트디부아르 | 루탈로 무함마드 · 영국         | 밀라드 베이기 · 아제르바이잔       |
| 남자 +80kg급 자세히 | 라디크 이사예프 · 아제르바이잔  | 압둘 라자크 이수푸 · 니제르    | 마이콩 시케이라 · 브라질           |
| 남자 +80kg급 자세히 | 라디크 이사예프 · 아제르바이잔  | 압둘 라자크 이수푸 · 니제르    | 차동민 · 대한민국                  |
| 여자 49kg급 자세히  | 김소희 · 대한민국               | 티야나 보그다노비치 · 세르비아 | 파티마트 아바카로바 · 아제르바이잔 |
| 여자 49kg급 자세히  | 김소희 · 대한민국               | 티야나 보그다노비치 · 세르비아 | 파니팍 웡파타나낏 · 태국           |
| 여자 57kg급 자세히  | 제이드 존스 · 영국              | 에바 칼보 · 스페인             | 키미아 알리자데 · 이란             |
| 여자 57kg급 자세히  | 제이드 존스 · 영국              | 에바 칼보 · 스페인             | 헤디야 말라크 · 이집트             |
| 여자 67kg급 자세히  | 오혜리 · 대한민국               | 아비 니아레 · 프랑스           | 뤼트 그바그비 · 코트디부아르       |
| 여자 67kg급 자세히  | 오혜리 · 대한민국               | 아비 니아레 · 프랑스           | 누르 타타르 · 튀르키예             |
| 여자 +67kg급 자세히 | 정수인 · 중화인민공화국         | 마리아 에스피노사 · 이탈리아   | 비앙카 워크든 · 영국               |
| 여자 +67kg급 자세히 | 정수인 · 중화인민공화국         | 마리아 에스피노사 · 이탈리아   | 재키 갤러웨이 · 미국               |